# Triisopropylsilylgruppe

TIPS-Gruppe. Der Strich links stellt die freie Valenz dar.

Die Triisopropylsilylgruppe (TIPS) ist eine Atomgruppe in der organischen Chemie, die aus einem Siliciumatom mit drei Isopropylgruppen und einer freien Valenz besteht. Sie wird insbesondere als Schutzgruppe für Alkohole eingesetzt, wobei sie mit beispielsweise mit Triisopropylsilylchlorid eingeführt und durch saure Hydrolyse oder mit Tetrabutylammoniumfluorid entfernt werden kann.

## Geschichte
Die Verwendung der Triisopropylsilylgruppe ausgehend von Triisopropylsilylchlorid wurde 1974 erstmals beschrieben. Durch den sterischen Anspruch der Isopropylgruppen kann die Gruppe in Gegenwart sekundärer Hydroxygruppen selektiv an primäre Hydroxygruppen angebracht werden. 1981 wurde erstmals die Verwendung von Triisopropylsilyltriflat prubliziert, das eine deutlich effizientere Einbringung der Gruppe ermöglicht.

## Schützung
Die beiden hauptsächlich genutzten Reagenzien zur Einführung der TIPS-Gruppe sind Triisopropylsilylchlorid (TIPS-Cl) und Triisopropylsilyltriflat. Triisopropylsilylchlorid kann ausgehend von Trichlorsilan hergestellt werden, indem dieses mit Isopropylmagnesiumchlorid in Tetrahydrofuran zu Triisopropylsilan umgesetzt und letzteres dann mit Kupfer(II)-chlorid oder elementarem Chlor umgesetzt wird. Triisopropylsilyltriflat kann durch Reaktion von Triisopropylsilan oder  Triisopropylsilylchlorid mit Trifluormethansulfonsäure hergestellt werden. Beide Reagenzien sind aber auch kommerziell erhältlich. Andere Reagenzien, die nur gelegentlich verwendet werden, sind Triisopropylsilan, um durch Addition an Alkene eine TIPS-Gruppe in ein Molekül einzubringen, sowie Triisopropylsilylfluorid, Triisopropylsilylbromid, Triisopropylsilyliodid und Triisopropylsilylcyanid.
Alkohole und Phenole können mit TIPS-Cl als Silylether geschützt werden. Die Reaktion kann in Dimethylformamid durchgeführt wird, mit Imidazol, 4-Dimethylaminopyridin oder Pyridin als Base, wobei im letzten Fall zusätzlich Silbernitrat oder Bleinitrat verwendet wird. In Dichlormethan kann Triethylamin verwendet werden, bessere Ergebnisse werden aber mit einer Kombination von 4-Dimethylaminopyridin und Imidazol erzielt. Mit Triisopropyltriflat in Dichlormethan in Gegenwart von Triethylamin oder 2,6-Lutidin können primäre und sekundäre Alkohole geschützt werden. Primäre Alkohole reagieren deutlich schneller als sekundäre, tertiäre Alkohole reagieren kaum.
Aldehyde und Ketone können in TIPS-geschützte Silylenolether umgewandelt werden. Dies ist möglich durch Deprotonierung mit Lithiumdiisopropylamid oder Kaliumhexamethyldisilazid und Reaktion mit Triisopropylsilylchlorid oder durch direkte Reaktion mit Triisopropylsilyltriflat in Gegenwart von Triethylamin. Carbonsäuren können beispielsweise durch Reaktion mit TIPS-Cl / Imidazol in Dimethylformamid, TIPS-Cl / Triethylamin in Tetrahydrofuran oder Triisopropyltriflat / Triethylamin in Benzol als TIPS-Ester geschützt werden. Aliphatische und aromatische Amine sowie Carbonsäureamide können nach Deprotonierung, zum Beispiel mit Butyllithium, mit Triisopropylsilylchlorid geschützt werden.

## Entschützung
TIPS-Ether können meist mit verdünnter Salzsäure oder schneller mit Tetrabutylammoniumfluorid (TBAF) entschützt werden. Auch N-TIPS-Verbindungen können durch Fluorid entschützt werden.

## Anwendung
Im Gegensatz zu anderen Silylschutzgruppen kann die Triisopropylsilylgruppe eine erhebliche sterische  Abschirmung ausüben ausüben und so Reaktionen in seiner Umgebung beeinflussen. TIPS als Schutzgruppe für Alkohole wurde in diversen Totalsynthesen von Naturstoffen verwendet, beispielsweise von Rapamycin, Bryostatin, Strychnin und Makroliden. Auch in der Laborsynthese von RNA kommt die Schutzgruppe zum Einsatz.

### Stabilität
Die Schutzgruppe ist stabil gegen viele Bedingungen, darunter viele Oxidationsmittel, inklusive Osmiumtetroxid, Selendioxid, Ozon, Dimethyldioxiran, Natriumperiodat, Kaliumpermanganat, Ammoniumcer(IV)-nitrat, diverse Chrom(IV)-reagenzien (Pyridiniumchlorochromat, Jones-Oxidation und Ähnliche) sowie Bedingungen von Sharpless-Epoxidierung und Swern-Oxidation. Ebenso ist die Gruppe gegen viele Reduktionsmittel stabil, unter anderem gegen Natriumborhydrid, Natriumcyanoborhydrid, Lithium oder Natrium in flüssigem Ammoniak, sowie gegen die Bedingungen einer McMurry-Reaktion, einer Birch-Reduktion und einer Hydrierung unter Katalyse mit Palladium oder Platin. Die Schutzgruppe ist meistens, aber nicht unter allen Bedingungen, gegen Lithiumaluminiumhydrid und Diisobutylaluminiumhydrid stabil. Sie ist stabil gegen Basen und Nucleophile wie Natriumhydrid, Kaliumhydrid, Lithiumdiisopropylamid und andere Metallamide, Alkoholate, Grignard-Verbindungen, Lithiumorganyle inklusive tert-Butyllithium, Trimethylaluminium und gegen viele andere Organometallverbindungen. Gegenüber Säuren und Fluoriden sind TIPS-Ether oft stabiler als andere Silylschutzgruppen wie tert-Butyldimethylsilylgruppen und Triethylsilylgruppen. So können letztere unter geeigneten Bedingungen mit Essigsäure entschützt werden, ohne TIPS-Ether zu spalten. Im Gegensatz zu Estern mit Trimethylsilylgruppen oder tert-Butyldimethylsilylgruppen, die sehr leicht hydrolysiert werden, sind TIPS-Ester recht stabil.